# Identischer Reim
Ein identischer Reim ist in der Verslehre eine Form des rührenden Reims, bei dem dasselbe Wort wiederholt wird.
In der orientalischen Dichtung, zum Beispiel im Ghasel, gilt er als nicht fehlerhaft und wird sogar geschätzt, in der deutschen Dichtung ist er jedoch seit dem Barock verpönt. Philipp von Zesen monierte sogar das Reimpaar finden – empfinden, „weil der laut fast nicht verändert wird, ob schon in einem das p hinzukömt“.
Als zulässig gilt der identische Reim dann, wenn die dadurch bedingte Betonung der Reimworte Stilmittel ist, wie etwa in dem Gedicht Lied der Toten von Novalis:
Uns ward erst die Liebe, Leben,

Innig wie die Elemente

Mischen wir des Daseins Fluten,

Brausend Herz mit Herz.

Lüstern scheiden sich die Fluten

Denn der Kampf der Elemente

Ist der Liebe höchstes Leben

Und des Herzens eignes Herz.
Ein gespaltener Reim, bei dem die der Hauptbetonung folgenden Worte identisch sind, gilt nicht als identischer Reim. Beispiel von Friedrich Rückert (Kindertodtenlieder):
Und wieder von neuem klag ich es

Und wieder von neuem sag ich es